# Śmiłowo (województwo kujawsko-pomorskie)
Śmiłowo – wieś w Polsce położona w województwie kujawsko-pomorskim, w powiecie sępoleńskim, w gminie Więcbork. Przez miejscowość przepływa Orla, rzeka dorzecza Warty. Miejscowość położona jest przy jeziorze Śmiłowskim.
Pierwszy znany zapis o miejscowości pochodzi z 1405, ówczesna nazwa wsi to Smielowo. W latach 1975–1998 miejscowość położona była w województwie bydgoskim. Według Narodowego Spisu Powszechnego (III 2011 r.) liczyła 168 mieszkańców. Jest trzynastą co do wielkości miejscowością gminy Więcbork.